# 西条市立庄内小学校
西条市立庄内小学校（さいじょうしりつ しょうないしょうがっこう）は、愛媛県西条市にある公立小学校。東予地域の西部を学区とする。

## 沿革
- 1877年（明治10年） - 前身校が開設される[2]。
- 1890年（明治23年）7月1日 - 「庄内尋常小学校」として開校[2]。
- 1892年（明治25年）12月 - 校舎を落成[2]。
- 1907年（明治40年）4月1日 - 「庄内分校」に移行[2]。
- 1909年（明治42年）4月1日 - 「庄内尋常高等小学校」に改称[2]。
- 1914年（大正3年）4月13日 - 技芸女学校を併設[2]。
- 1919年（大正8年）9月3日 - 庄内補習学校を開設[2]。
- 1928年（昭和3年）7月29日 - 20mプールを落成[2]。
- 1936年（昭和11年）2月11日 - 講堂を落成[2]。
- 1941年（昭和16年）6月11日 - 国民学校令施行により、「庄内国民学校」に改称[2]。
- 1944年（昭和19年）9月1日 - 大阪府大阪市立西九条小学校の疎開児童を受け入れる[2]。
- 1947年（昭和22年）4月1日 - 学制改革により、「庄内小学校」に改称[2]。
- 1955年（昭和30年）
  - 1月1日 - 村合併により三芳町が誕生し、「三芳町立庄内小学校」に改称。
  - 5月11日 - 紫雲丸事故を受け、修学旅行中の児童29名と保護者1名（PTA会長）が犠牲となる[2][3]。
  - 12月27日 - 新校舎を落成[2]。
- 1958年（昭和33年）1月21日 - 給食を開始[2]。
- 1961年（昭和36年）9月11日 - 図書館を設置[2]。
- 1964年（昭和39年）8月15日 - プールを落成[2]。
- 1965年（昭和40年）12月16日 - 校歌を制定。野口英世像を建立[2]。
- 1970年（昭和45年）2月19日 - 校旗が寄贈される[2]。
- 1971年（昭和46年）1月1日 ‐ 町合併により、「東予町立庄内小学校」に改称[2]。
- 1972年（昭和47年）
  - 7月1日 - 鼓笛隊を結成[2]。
  - 10月1日 - 東予町の市制施行により、「東予市立庄内小学校」に改称。
- 1981年（昭和56年）3月15日 - 新たな校舎と屋内運動場を落成[2]。
- 1987年（昭和62年）6月27日 - みどりの少年隊を結成[2]。
- 1991年（平成3年）9月 - 台風19号により建物が被災[2]。
- 2004年（平成16年）11月1日 - 市町合併により、「西条市立庄内小学校」に改称[2]。
- 2009年（平成21年）3月 - 特別支援学級（肢体不自由）を開設[2]。
- 2020年（令和2年）4月 - 特別支援学級（自閉症・情緒障害）を開設[2]。
- 2023年（令和5年）4月 - 学校運営協議会を発足し、コミュニティ・スクールを開始[2]。

## 施設概要
主な施設。
- 校舎 - 1981年竣工の鉄筋コンクリート造3階建てで、延床面積は1,796平方メートル[4]。
- 体育館 - 1981年竣工の鉄骨造平屋建てで、延床面積は554平方メートル[4]。
- プール
- 校庭

## 通学区域
- 旦之上、河之内、宮之内、大野、福成寺、実報寺、黒谷の全域[5]

## 通学区域が隣接する小学校
- 西条市立国安小学校[1]
- 西条市立吉岡小学校[1]
- 西条市立三芳小学校[1]
- 西条市立楠河小学校[1]
- 西条市立田野小学校[1]
- 西条市立徳田小学校[1]
- 西条市立田滝小学校[1]
- 今治市立朝倉小学校
- 今治市立九和小学校

## 進学先の中学校
- 西条市立河北中学校[5]